# 李日茂
李日茂（1562年—？），字文華，號培吾，直隸河間府青縣人，明朝政治人物。

## 生平
萬曆十三年（1585年）乙酉科順天酉鄉試七十五名，萬曆十四年（1586年）聯捷丙戌科會試二百五十三名，登三甲第二百二十六名進士。户部观政，十五年授河南修武縣知縣，調繁本省武陟縣，二十年十月考选，授山西道御史，二十一年管十庫，差两淮巡盐，二十二年二月升陕西按察司佥事，二十四年九月升山东参议，分守东兖道，二十六年升副使，本年丁憂。

## 家族
曾祖李亮；祖父李寶；父李棟梁，曾为庠生。母顧氏（？-1576年）。严侍下。弟李日盛、李日强。
子登科（克绍）、登第（克缵）、登名。